# Ab-e Istada
L’Ab-e Istada est un lac endoréique du sud-est de l'Afghanistan, situé dans le district de Nawa, au sud-est de la province de Ghazni.

## Description
L'Ab-e Istada est un lac peu profond et alcalin d'à peu près 130 kilomètres carrés de surface et large de 16 kilomètres dans sa dimension la plus importante. Il est situé sur un plateau, à 150 kilomètres au sud de la ville de Ghazni. Sa taille varie largement d'après les saisons et d'année en année, d'après la quantité de précipitations écoulées dans son bassin. Durant une année moyenne sa contenance varie entre 270 millions de m³ au printemps et 140 millions en automne, ce qui implique un changement de niveau d'un mètre. En saison de basses eaux, l'Ab-e Istada est entouré de terrains vaseux s'étendant sur plus de 7 kilomètres à l'est mais seulement 0,5 km à l'ouest.

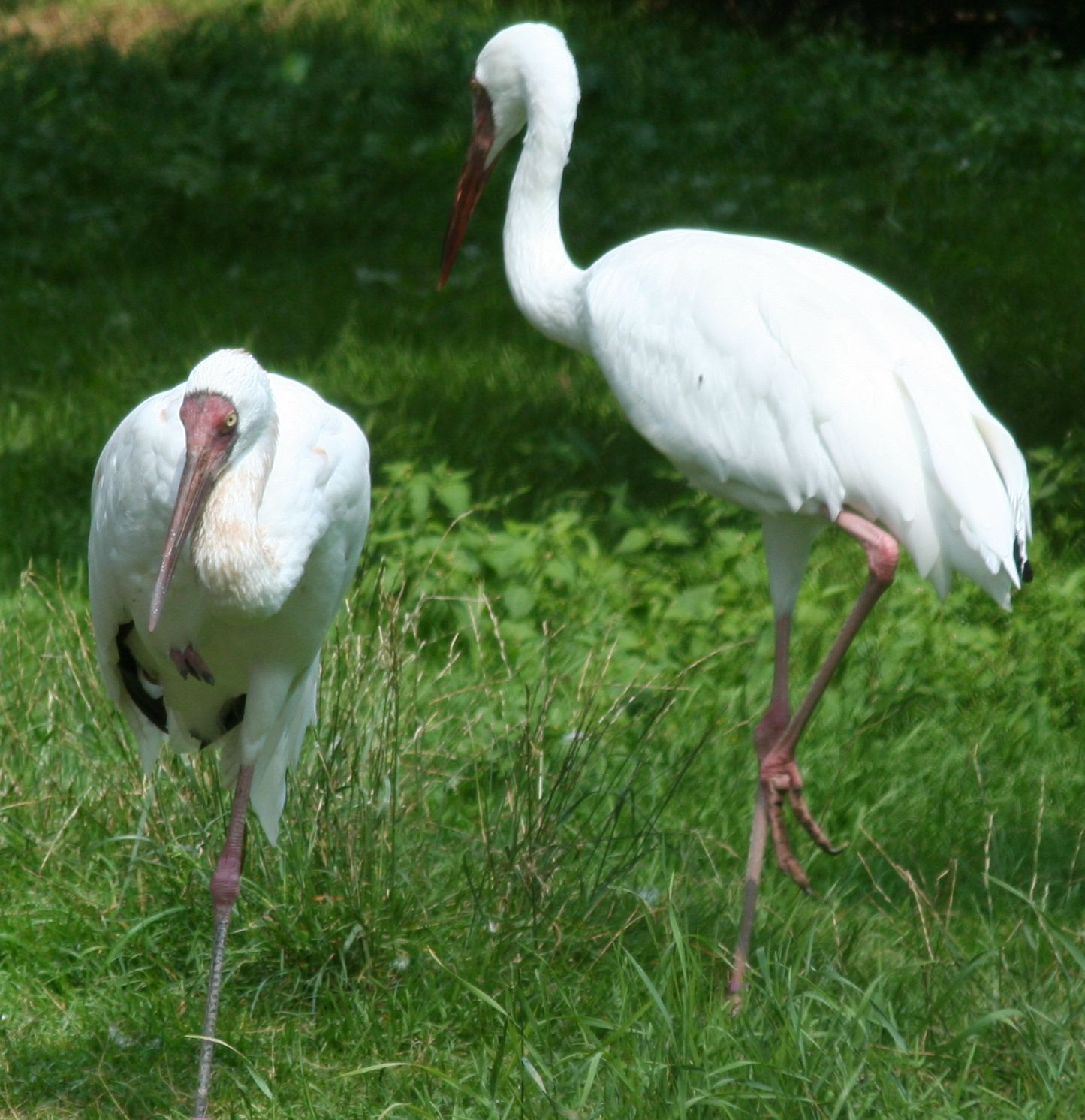
La grue de Sibérie

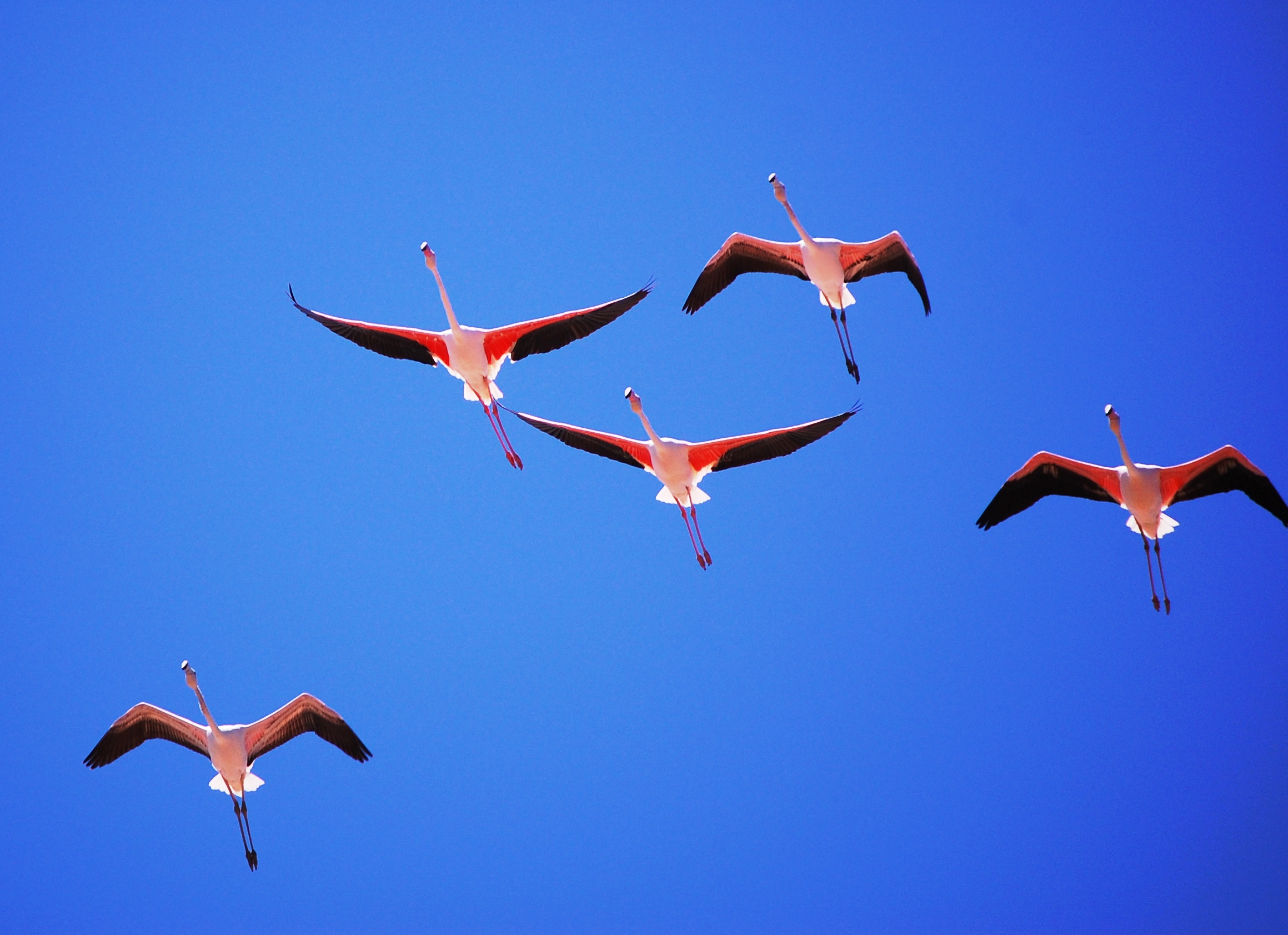
Vol de flamants roses Phoenicopterus ruber roseus

## Histoire
Le lac d'Ab-e Istada correspond vraisemblablement au lac Arachotus des anciens, de même qu'il est possible que le Tarnak ou le Larah corresponde à la rivière Arachotus.
Les ruines d'Ulan Robat, supposées être celles de la ville d' Arachosia, se trouvent dans le bassin du Tarnak. 

## Alimentation
Le lac est avant tout alimenté par les pluies d'hiver et la fonte des neiges des massifs de montagne de son bassin. L'eau pénètre dans le lac dans sa partie nord-est par un cours d'eau formé par la confluence des rivières Gandez, Nahara et Ghazni, cette dernière gonflée des eaux du Jalga. Il reçoit également de l'eau de nappes souterraines.

## Émissaire
Source : 
Certaines cartes suggèrent qu'il n'y a pas de connexion entre l'Ab-e Istada et la rivière Lorah ; cependant les photos par satellite et d'autres cartes montrent qu'il y aurait liaison entre le lac et le Lorah, lequel serait ainsi l'émissaire du lac dans le bassin de l'Arghandab. Les plus récentes cartes ont donc inclus le bassin de la rivière Ghazni comme partie du bassin du Lorah et donc de l'Arghandab et de l'Helmand. 
On pense que le lac et le Lorah sont reliés par un cours d'eau fort éphémère, ce qui signifie que l'eau du lac n'atteint le bassin de la rivière que lors de périodes de très fortes crues, mais que dans les périodes de débit faible, toute l'eau de la rivière Ghazni s'évapore dans le lac. Ceci est confirmé par des informations diffusées sur internet.

## Faune
- Le lac héberge une forte population de flamants roses Phoenicopterus ruber, et bien d'autres espèces de gibier d'eau

- C'est aussi un important relais, au printemps et en automne, pour une grande variété d'oiseaux migrateurs, dont le plus remarquable est la grue de Sibérie ou grus leucogeranus, espèce en danger critique d'extinction.

## Problèmes écologiques
L'Ab-e Istada est menacé par les digues et projets d'irrigation des cours d'eau qui l'alimentent (notamment le barrage de Bandeh Sardeh sur le Jelga). La faune est également largement perturbée et agressée par les chasseurs et les collecteurs d'œufs qui y sévissent impunément.